# S/mileage / ANGERME SELECTION ALBUM 「大器晩成」
《S/mileage / ANGERME SELECTION ALBUM 「大器晩成」》是日本的女子偶像組合ANGERME的第2張精選輯，於2015年11月25日發行。唱片公司為hachama。

## 概要
- 《S/mileage / ANGERME SELECTION ALBUM 「大器晩成」》是ANGERME出道以來的第2張精選輯。與上一張專輯《②Smile Sensation》發行相距約2年6個月。
- 專輯收錄了以「ANGERME」名義發行、第18張單曲《大器晩成 / 少女的逆襲》和第19張單曲《七轉八起 / 臥薪嘗膽 / 魔法使莎莉》5首A面曲和6首新曲；此外，專輯亦收錄多首「S/mileage」時期的人氣單曲、B面曲和專輯收錄曲，包括第14張單曲《大幹一場》、第17張單曲《地球孕育了今天的愛》、第12張單曲《好冷啊。》的B面曲《我是，有點可愛的裏番長》、第2張專輯《②Smile Sensation》收錄曲《黃昏時分 戀愛的時間》等。
- 一期成員福田花音最後參與演唱的專輯。
- 本作分為「初回限定盤A（CD+Blu-ray）」、「初回限定盤B（CD+DVD）」和「CD盤」3種版本。
- 「初回限定盤A（CD+Blu-ray）」收錄了成員挑選，最喜愛的Music Video和LIVE映像；「初回限定盤B（CD+DVD）」收錄了ANGERME演唱會「ANGERME Starting Live Tour 2015春」全曲影像。
- 在12月7日於公信榜專輯週排行榜取得第17位。

## 收錄內容

### CD （初回限定盤A）
1. 大器晩成
（作詞・作曲：中島卓偉、編曲：鈴木俊介）
18th單曲、三期成員室田瑞希、相川茉穂、佐佐木莉佳子加入及更名後第一張單曲
富士電視台節目《めちゃ×2イケてるッ!》的片尾曲
2. 少女的逆襲（乙女の逆襲）
（作詞：児玉雨子、作曲：川辺ヒロシ・上田禎、編曲：CMJK）
18th單曲、三期成員室田瑞希、相川茉穂、佐佐木莉佳子加入及更名後第一張單曲
3. 七轉八起（七転び八起き）
（作詞：三浦徳子、作曲：星部ショウ、編曲：山田祐輔・平田祥一郎）
19th單曲
4. 魔法使莎莉（魔法使いサリー）
（作詞：山本清、作曲：小林亜星、編曲：中村佳紀）
19th單曲、朝日電視台節目「musicるtv」其中一環節的審查曲目
5. 鬧彆扭（ぁまのじゃく）
（作詞、作曲：淳君　編曲：藤澤慶昌）
1st獨立製作單曲
6. 我的心（私の心）
（作詞、作曲：淳君　編曲：大久保薫）
2nd專輯《②Smile Sensation》收錄曲
7. 大幹一場（ヤッタルチャン）
（作詞、作曲：淳君　編曲：大久保薫）
14th單曲
8. 臥薪嘗膽（臥薪嘗胆）
（作詞：gridoor、作曲：星部ショウ、編曲：板垣祐介・竹上良成）
19th單曲
9. 謝謝！焦糖布丁的友誼（サンキュ!クレームブリュレの友情）
（作詞：亜伊林　作曲：淳君　編曲：藤澤慶昌）
1st單曲、「做夢的 15歲」的B面曲
10. 自行車Chiririn（自転車チリリン）
（作詞、作曲：淳君　編曲：藤澤慶昌）
6th單曲、「有頂天LOVE」的B面曲
11. 地球孕育了今天的愛（地球は今日も愛を育む）
（作詞、作曲：淳君　編曲：MEG.ME）
17th單曲
12. 黃昏時分 戀愛的時間（夕暮れ 恋の時間）
（作詞、作曲：淳君　編曲：板垣祐介）
2nd專輯《②Smile Sensation》收錄曲
13. 我是，有點可愛的裏番長（私、ちょいとカワイイ裏番長）
（作詞、作曲：淳君　編曲：板垣祐介）
12th單曲、「好冷啊。」的B面曲
14. 化作蝴蝶的淚（涙は蝶に変わる）
（作詞：井筒日美、作曲：川辺ヒロシ/上田禎、編曲：久下真音）
15. 已準備好（カクゴして）
（作詞・作曲：THE☆FUNKS、編曲：DANCE☆MAN）

### CD （初回限定盤B）
1. 大器晩成
2. 少女的逆襲
3. 七轉八起
4. 魔法使莎莉
5. 鬧彆扭
6. 我的心
7. Yattaruchan
8. 臥薪嘗膽
9. 謝謝！焦糖布丁的友誼
10. 自行車Chiririn
11. 地球孕育了今天的愛
12. 黃昏時分 戀愛的時間
13. 我是，有點可愛的裏番長
14. Marionette 37℃（マリオネット37℃）
（作詞：児玉雨子、作曲：星部ショウ、編曲：CMJK）
15. 汗流浹背嘉年華（汗かいてカルナバル）
（作詞：イイジマケン、作曲：炭竃智弘、編曲：浜田ピエール裕介）

### CD （CD盤）
1. 大器晩成
2. 少女的逆襲
3. 七轉八起
4. 魔法使莎莉
5. 鬧彆扭
6. 我的心
7. Yattaruchan
8. 臥薪嘗膽
9. 謝謝！焦糖布丁的友誼
10. 自行車Chiririn
11. 地球孕育了今天的愛
12. 黃昏時分 戀愛的時間
13. 我是，有點可愛的裏番長
14. 交差點（交差点）
（作詞：角田崇徳、作曲：小泉尊史、編曲：小西貴雄）
15. 朋友
（作詞：児玉雨子、作曲：中島卓偉、編曲：鈴木俊介）

### DVD （初回限定盤A）
Member Selection
1. Opening
2. 竹内朱莉
3. 竹内朱莉 最喜愛的Music Video -站起來女孩-
4. 竹内朱莉 最喜愛的LIVE映像 -○○不用努力也可以啦!!（S/mileage LIVE 2014夏 FULL CHARGE ～715 日本武道館～）-
5. 室田瑞希
6. 室田瑞希 最喜愛的Music Video -喜歡喔、純情反抗期。-
7. 室田瑞希 最喜愛的LIVE映像 -大器晩成（ANGERME STARTING LIVE TOUR SPECIAL @ 日本武道館 『大器晩成』）-
8. 中西香菜
9. 中西香菜 最喜愛的Music Video -○○不用努力也可以啦!!-
10. 中西香菜 最喜愛的LIVE映像 -○○不用努力也可以啦!!（S/mileage Concert Tour 2011秋 ～逆襲的超級迷你裙～）-
11. 相川茉穂
12. 相川茉穂 最喜愛的Music Video -Please Miniskirt Postwoman!-
13. 相川茉穂 最喜愛的LIVE映像 -我的心（S/mileage LIVE 2014夏 FULL CHARGE ～715 日本武道館～）-
14. 勝田里奈
15. 勝田里奈 最喜愛的Music Video -有頂天LOVE-
16. 勝田里奈 最喜愛的LIVE映像 -舞動吧（S/mileage Concert Tour 2011秋 ～逆襲的超級迷你裙～）-
17. 佐佐木莉佳子
18. 佐佐木莉佳子 最喜愛的Music Video -Yattaruchan-
19. 佐佐木莉佳子 最喜愛的LIVE映像 -我是，有點可愛的裏番長（S/mileage Live Tour 2012秋 ～超可愛番長～）-
20. 田村芽實
21. 田村芽實 最喜愛的Music Video -魔法使莎莉-
22. 田村芽實 最喜愛的LIVE映像 -喜歡（S/mileage LIVE 2014夏 FULL CHARGE ～715 日本武道館～）-
23. 福田花音
24. 福田花音 最喜愛的Music Video -喜歡-
25. 福田花音 最喜愛的LIVE映像 -我的心（ANGERME STARTING LIVE TOUR SPECIAL @ 日本武道館 『大器晩成』）-
26. 和田彩花
27. 和田彩花 最喜愛的Music Video -鬧彆扭-
28. 和田彩花 最喜愛的LIVE映像 -鬧彆扭（S/mileage LIVE 2014夏 FULL CHARGE ～715 日本武道館～）-
29. Ending

### DVD （初回限定盤B）
ANGERME Starting Live Tour 2015春
1. Opening
2. 大器晩成
3. 少女的逆襲
4. MC 1
5. 喜歡喔、純情反抗期。
6. 地球孕育了今天的愛
7. Please Miniskirt Postwoman!
8. 十八歲的情感
9. 你騎自行車 我坐火車回家
10. 我的心
11. MC 2
12. 黃昏的作戰會議
13. 被義大利麵感動的女孩
14. 擁抱我! PLEASE GO ON
15. MC 3
16. 大人的中途
17. 明白嗎!?
18. 短髮
19. 請等一下！
20. 我是，有點可愛的裏番長
21. 有頂天LOVE
22. 做夢的 15歲
23. 神秘的夜晚!
24. MC 4
25. 喜歡
26. Ending

Bonus Track
1. 渡良瀬橋
2. 告訴我愛的意義!
3. 充滿活力地向前行!
4. Making Video

## 外部連結
- ANGERME官方網站（页面存档备份，存于）（日語）